# Les Égarés
Les Égarés is een Frans-Britse film van André Téchiné die werd uitgebracht in 2003.
Les Égarés is de eerste film van Téchiné waarvan het scenario op een boek gebaseerd is: Le Garçon aux yeux gris (2001) van Gilles Perrault.

## Verhaal
Juni 1940. De Duitse troepen maken zich klaar om Parijs te veroveren. Odile woont in Parijs en is weduwe sinds enkele maanden. Ze is onderwijzeres en moeder van twee kinderen, de zevenjarige dochter Cathy en de twaalfjarige zoon Philippe. De hele stad is in paniek. Odile besluit, zoals zoveel anderen, op de vlucht te slaan met Cathy en Philippe en naar het zuiden van Frankrijk te trekken.
Ze rijden zich vast op de met massa's mensen, paarden, karren en tractoren gevulde wegen. Wat later worden de vluchtelingen aangevallen door Duitse vliegtuigen. Odile's wagen brandt uit. Een jongen die deel uitmaakte van het konvooi, doemt op uit het niets en helpt Odile en haar kinderen dekking te zoeken in het bos. De jongen die hen bijstaat heet Yvan en is zeventien jaar. Hij is heel bijdehands en ook mysterieus. In het bos ontdekt hij een leegstaand huis waar ze met zijn vieren hun intrek nemen.

## Rolverdeling
| Acteur                    | Personage          |
| ------------------------- | ------------------ |
| Emmanuelle Béart          | Odile              |
| Gaspard Ulliel            | Yvan               |
| Grégoire Leprince-Ringuet | Philippe           |
| Clémence Meyer            | Cathy              |
| Samuel Labarthe           | Robert             |
| Jean Fornerod             | Georges            |
| Nicholas Mead             | de gewonde soldaat |
| Mike Davies               | de jonge gendarm   |